# Spirits Having Flown
Spirits Having Flown és l'àlbum més venut dels Bee Gees, si no es té en compte Saturday Night Fever.
Les cançons, totes compostes per Barry, Robin i Maurice, van ser gravades i mesclades a Criteria Recording Studios, Miami, i a Sound Mixers Studio, Nova York, durant els mesos de març a novembre de 1978. L'àlbum va ser publicat per RSO Records el febrer de 1979.

## Chicago i la connexió amb The Bee Gees (1978-1979)
Els trompetistes de Chicago (James Pankow, Walt Parazaider i Lee Loughnane) van fer una aparició com a convidats en aquest àlbum. Al mateix temps, ells estaven a prop treballant en l'àlbum de Chicago Hot Streets.

## Dades
-Els Bee Gees a més van gravar «Desire» per a l'àlbum amb la veu d'Andy Gibb, però va ser rebutjada i en comptes d'això llançada com un single d'Andy.
-Sprits Having Flown va ser votat com el millor àlbum de Pop rock de 1979 durant la cerimònia dels American Music Awards de 1980.
-Existeix a més un bootleg amb les versions demo de la majoria de les cançons de l'àlbum final. Conté la sessió d'enregistrament de la cançó "How Deep Is Your Love» juntament amb quatre temes més que no van sortir finalment.

## Llista de cançons
1. Tragedy
2. Too Much Heaven
3. Love You Inside Out
4. Reaching Out
5. Spirits (Having Flown)
6. Search, Find
7. Stop (Think Again)
8. Living Together
9. I'm Satisfied
10. Until

## Crèdits
- Barry Gibb: veu i guitarra.
- Robin Gibb: veu i orgue.
- Maurice Gibb: veu, baix i teclats.
- Blue Weaver: teclats, sintetitzadors i programació.
- Alan Kendall: guitarra.
- Dennis Bryon: bateria.
- George Terry: guitarra.
- Harold Cowart: baix.
- Joe Lala i Daniel Ben Zebulon: percussió.
- Gary Brown: saxo.
- Herbie Mann: flauta a Spirits (Having Flown).
- The Boneroo Horns: trompetes, flautes...
- The Chicago Horns: trompetes i flautes a Too Much Heaven i Stop (Think Again).
- Albhy Galuten: arranjaments orquestrals.
- Gene Orloff i Bob Basso: directors d'orquestra.
- Karl Richardson, Dennis Hetzendorfer i John Blanche: enginyers.
- Bee Gees, Karl Richardson i Albhy Galuten: productors.